# St. Olaf
St. Olaf és una població dels Estats Units a l'estat d'Iowa. Segons el cens del 2000 tenia 136 habitants.

## Demografia
Segons el cens del 2000, St. Olaf tenia 136 habitants, 49 habitatges, i 39 famílies. La densitat de població era de 210 habitants/km².
Dels 49 habitatges en un 46,9% hi vivien nens de menys de 18 anys, en un 63,3% hi vivien parelles casades, en un 8,2% dones solteres, i en un 18,4% no eren unitats familiars. En el 14,3% dels habitatges hi vivien persones soles el 14,3% de les quals corresponia a persones de 65 anys o més que vivien soles. El nombre mitjà de persones vivint en cada habitatge era de 2,78 i el nombre mitjà de persones que vivien en cada família era de 2,85.
Per edats la població es repartia de la següent manera: un 33,8% tenia menys de 18 anys, un 5,9% entre 18 i 24, un 32,4% entre 25 i 44, un 18,4% de 45 a 60 i un 9,6% 65 anys o més.
L'edat mediana era de 33 anys. Per cada 100 dones de 18 o més anys hi havia 83,7 homes.
La renda mediana per habitatge era de 34.583 $ i la renda mediana per família de 36.250 $. Els homes tenien una renda mediana de 26.250 $ mentre que les dones 17.500 $. La renda per capita de la població era de 15.284 $. Entorn del 2,5% de les famílies i el 8,1% de la població estaven per davall del llindar de pobresa.

## Poblacions properes
El següent diagrama mostra les poblacions més properes.